# La maestrina (film 1933)
La maestrina è un film del 1933 diretto da Guido Brignone.
Il soggetto del film, che vede Andreina Pagnani nella parte della protagonista, è tratto dall'omonima opera teatrale di Dario Niccodemi.

## Trama
Inizio Novecento. Una giovane maestra elementare di una scuola di uno sperduto paese di montagna della Toscana, quasi tutte le notti va di nascosto al cimitero per pregare sulla tomba della figlia morta.
Ma nel paese corre voce che la maestra vada ad un convegno amoroso, e dunque tutti i paesani sono contro di lei, tranne il Podestà che la difende a spada tratta dalle malelingue.
Si scopre quindi che la figlia della maestra da lei creduta morta è ancora viva, e si trova proprio tra le sue alunne. Le due si possono finalmente riabbracciare, ed il Podestà può sposare la maestra.

## Produzione
Il film venne girato nell'autunno del 1933 negli stabilimenti Cines di Roma, ottenne il visto censura n. 27983 del 31 ottobre 1933.

## Distribuzione
La pellicola uscì nelle sale cinematografiche italiane il 17 aprile del 1934, con distribuzione S.A.S.P..

## Accoglienza

### Critica
Dalle pagine de Il Popolo d'Italia, del 18 aprile 1934: Tenue, delicata e profondamente umana vicenda ideata da Niccodemi, Guido Brignone è riuscito a realizzare un bel film. Andreina Pagnani dà alla figura della maestrina un'alta passionalità ed un profondo senso umano che riesce a commuovere.

## Remake
Nel 1942 Giorgio Bianchi realizzerà una nuova trasposizione cinematografica dell'opera di Niccodemi, con Maria Denis come protagonista.